# Filosofiska institutionen (Lunds universitet)
Filosofiska institutionen i Lunds universitet är en av åtta institutioner under den humanistiska och teologiska fakulteten. På filosofiska institutionen arbetar omkring 70 anställda och 250 studenter. Undervisning och forskning bedrivs i tre ämnen, praktisk filosofi, teoretisk filosofi, och kognitionsvetenskap.

## Allmänt
Filosofiska institutionen är sedan 2014 belägen i LUX-huset, men har historiskt sett framförallt haft sin verksamhet i Kungshuset.

## Historia
Lunds universitet grundades 1666 och invigdes 1668. Redan vid universitetets invigning inrättades det tre professurer i filosofi, en i teoretisk filosofi ("Logik och Metaphysik") och två i praktisk filosofi ("Historie et philosophie practicæ" samt "juris naturæ et gentium"). Varav "Historie et philosophie practicæ"-professuren var en professur både i historia och en professur i praktisk filosofi. "Historie et philosophie practicæ"-professuren innehölls av Erik Elfvedalius (1668–1671) men blev efter hans avgång en professur i historia allena. Professuren "juris naturæ et gentium" var till en början både en professur i praktisk filosofi och juridik fram till 1847, då professuren smalnades av till "Moralium professor" och sedermera "professor i practisk philosophi" 1856.
Filosofiska fakulteten var en av de fyra ursprungliga fakulteterna (teologisk, juridisk, medicinsk, och filosofisk). Men i enlighet med 1876 års universitetsstatuter delades den filosofiska fakulteten upp i två sektioner, en humanistisk och en matematisk. Professurerna i teoretisk- och praktisk filosofi tillhör den humanistiska sektionen. År 1953 instiftades filosofiska institutionen som en organisatorisk enhet. I denna organisatoriska enhet rymdes förutom de två filosofiämnena, praktisk och teoretisk, även pedagogik, sociologi, psykologi och idé- och lärdomshistoria. De senare nämnda ämnena knoppades av under nittonhundratalets senare hälft och blev antingen egna institutioner, eller som i fallet idé- och lärdomshistoria flyttar till kulturvetenskapliga institutionen .
År 1994 får kognitionsvetenskap en professor, och bildar ett eget ämne vid filosofiska institutionen.  

### Professorer i teoretisk filosofi
Sedan Lunds Universitets grundande har teoretisk filosofi haft 27 professorer (26 om man undantar Andreas Hasselqvist (1683) som aldrig tillträdde).
|       | Namn                         | År                       |
| I     | Canutus Hahn                 | 1667–1671                |
| II    | Nils Wolf-Stjernberg         | 1670–1672                |
| III   | Christian Papke              | 1672–1674                |
| IV    | Enevald Widebeck             | 1682–1684                |
| V     | Andreas Hasselqvist          | 1683 (tillträdde aldrig) |
| VI    | Nils Dahlhem                 | 1685–1689                |
| VII   | Erland Lagerlöf              | 1689–1707                |
| VIII  | Jöns Steuchius-Steuch        | 1707–1710                |
| IX    | Andreas Rydelius             | 1710–1730                |
| X     | Carl Papke                   | 1731–1731                |
| XI    | Nils Lagerlöf                | 1732–1739                |
| XII   | Niclas Oelreich-von Oelreich | 1739–1746                |
| XIII  | Lars Laurel                  | 1747–1782                |
| XIV   | Mattheus Fremling            | 1782–1820                |
| XV    | Ebbe Samuel Bring            | 1821–1828                |
| XVI   | Lorenz Fredrik Westman       | 1829–1861                |
| XVII  | Carl Yngve Sahlin            | 1862–1864                |
| XVIII | Johan Jacob Borelius         | 1866–1898                |
| XIX   | Hans Larsson                 | 1901–1927                |
| XX    | Alf Nyman                    | 1929–1949                |
| XXI   | Gunnar Aspelin               | 1949–1964                |
| XXII  | Sören Halldén                | 1964–1988                |
| XXIII | Bengt Hansson                | 1988–2007                |
| XXIV  | Nils-Eric Sahlin             | 2000–2007                |
| XXV   | Erik J Olsson                | 2007–                    |
| XXVI  | Ingar Brinck                 | 2010–                    |
| XXVII | Johannes Persson             | 2012–                    |

### Professorer i praktisk filosofi
Sedan Lunds universitet grundades har praktisk filosofi haft 22 professorer.
|       | Namn                      | År        |
| I     | Erik Elfvedalius          | 1668–1671 |
| II    | Samuel von Pufendorf      | 1668–1676 |
| III   | Johan Lundersten          | 1684–1713 |
| IV    | Johan Hermansson          | 1715–1717 |
| V     | Arvid Moller              | 1717–1743 |
| VI    | Johan Nelander            | 1743–1782 |
| VII   | Lars Tengwal              | 1782–1785 |
| VIII  | Lars Peter Munthe         | 1785–1807 |
| IX    | Fredrik Johan Cedershiöld | 1808–1841 |
| X     | Paul Genberg              | 1847–1848 |
| XI    | Johan Axel Nyblæus        | 1856–1886 |
| XII   | Pehr Leander              | 1886–1903 |
| XIII  | Efraim Liljeqvist         | 1906–1930 |
| XIV   | Einar Tegen               | 1931–1939 |
| XV    | Åke Petzäll               | 1939–1957 |
| XVI   | Manfred Moritz            | 1959–1975 |
| XVII  | Göran Hermerén            | 1975–1991 |
| XVIII | Ingmar Persson            | 1992–1995 |
| XIX   | Wlodek Rabinowicz         | 1995–2014 |
| XX    | Dan Egonsson              | 2007–     |
| XXI   | Toni Rønnow-Rasmussen     | 2008–     |
| XXII  | Paul Russell              | 2018–     |

### Professorer i kognitionsvetenskap
Sedan Lunds universitet grundades har kognitionsvetenskap haft tre professorer.
|     | Namn                | År        |
| I   | Peter Gärdenfors    | 1988–2016 |
| II  | Christian Balkenius | 2008–     |
| III | Agneta Gulz         | 2013–     |

## Grundutbildning
På filosofiska institutionen vid lunds universitet kan man studera teoretisk- och praktisk filosofi på kandidat- och masternivå, samt kognitionsvetenskap på masternivå.
Dessutom erbjuds det ett kandidatprogram i filosofi, politik och ekonomi (PPE).

## Forskning och Forskarutbildning
Filosofiska institutionen bedriver forskning, och har forskarutbildningar, inom teoretisk filosofi, praktisk filosofi, och kognitionsvetenskap.

## Organisation
Filosofiska institutionen tillhör den humanistiska- och teologiska fakulteten vid Lunds universitet. 

## Anknuten verksamhet
Filosofiska institutionen anordnar årligen den öppna föreläsningsserien "Pufendorfföreläsningar" där en världsledande forskare från de olika forskningsämnena bjuds in för att hålla en seminarieserie.
Föreningar med koppling till filosofiska institutionen är Filosofiska Föreningen och Hans Larsson-sällskapet.